# Tanytarsus ocularis
Tanytarsus ocularis är en tvåvingeart som först beskrevs av Jean-Jacques Kieffer 1922.  Tanytarsus ocularis ingår i släktet Tanytarsus och familjen fjädermyggor.
Artens utbredningsområde är Tjeckien. Inga underarter finns listade i Catalogue of Life.